# Massinga (distrito)

Localização do distrito de Massinga em Moçambique

O distrito de Massinga é um distrito situado na parte central da província de Inhambane, em Moçambique. A sua sede é a vila de Massinga.
Tem limites geográficos, a norte com os distritos de Vilanculos e Inhassoro, a leste com o Oceano Índico, a sul com o distrito de Morrumbene e a oeste com o distrito de Funhalouro.
O distrito de Massinga tem uma superfície de 7 458Km² e uma população de 184 531, de acordo com os resultados preliminares do Censo de 2007, tendo como resultado uma densidade populacional de 24,7 habitantes/Km². A população recenseada em 2007 representa uma diminuição de 1,1% em relação aos 186 650 habitantes registados no Censo de 1997.

## Divisão Administrativa
O distrito está dividido em dois postos administrativos: (Chicomo e Massinga), compostos pelas seguintes localidades:
- Posto Administrativo de Chicomo: 
  - Chicomo
  - Malamba
- Posto Administrativo de Massinga: 
  - Guma
  - Liondzane
  - Rovene

A vila de Massinga foi elevada a município em Abril de 2008.

## Ligação externa
Perfil do distrito de Massinga